# 1850 en droit
Cet article présente les faits marquants de l'année 1850 en droit.

## Événements
- Fin du trafic d'esclaves vers le Brésil. Depuis 1775, la traite des esclaves noirs, a touché près de trois millions et demi d'êtres humains, qui ont été arrachés du continent africain pour être asservis et vendus aux planteurs brésiliens. Le trafic interprovincial (migration d’esclaves du nord vers les plantations de café) supplée la traite et la contrebande est remplacée par le commerce licite.
- Loi électorale aux Pays-Bas. Le corps électoral est restreint à moins de 100 000 personnes. Lois provinciale et municipales (1851) développant l’autonomie des collectivités locales.
- En Autriche, les autorités religieuses obtiennent de François-Joseph le contrôle de l’enseignement primaire et le droit d’enseigner le catéchisme dans les lycées.
- Victor-Emmanuel II de Savoie maintient la constitution libérale octroyée par son père au Piémont-Sardaigne (le Statuto), permettant à la dynastie d’apparaître comme la championne des aspirations libérales et nationales du pays. Peu intéressé par la politique, il laisse le gouvernement à ses ministres d’Azeglio, Rattazzi ou Cavour.

### Janvier
- 29 janvier : Henry Clay introduit le Grand compromis de 1850 au Congrès : le Sud obtient le vote de la loi sur les esclaves fugitifs (18 septembre); en contrepartie, la Californie est admise dans l’Union (9 septembre). L’esclavage est interdit en Californie, mais autorisé au Nouveau-Mexique et dans l’Utah (20 septembre). En novembre, plusieurs États du Sud, réunis à Nashville, réclament la sécession.

### Août
- Août : création du British Government’ Australian Colonies Act. Cinq Colonies (Nouvelle-Galles du Sud, Tasmanie, Australie-Méridionale, Victoria, Queensland) reçoivent un début d’autonomie.

## Naissances
- Frederic William Maitland, juriste et historien du droit britannique, professeur à l'Université de Cambridge (décédé en 1906).